# Artúr király (film)
Az Artúr király (King Arthur) Antoine Fuqua 2004-ben bemutatott történelmi filmje. A forgatókönyvet David Franzoni írta. Artúr király a Golden Globe-díjas Clive Owen alakítja. Artúr hat hű lovagját Ioan Gruffudd, Mads Mikkelsen, Joel Edgerton, Hugh Dancy, meg Ray Winstone és Ray Stevenson játsszák. Ginevra királynét és Cerdicket, a szászok vezetőjét A Karib-tenger kalózai-trilógiából ismert Keira Knightley és Stellan Skarsgård alakítják. A film a Touchstone Pictures megbízásából készült, a magyar szinkront a Mafilm készítette 2004-ben.

## Szereplők
| Szereplő           | Színész             | Magyar hang      |
| ------------------ | ------------------- | ---------------- |
| Artúr király       | Clive Owen          | Kamarás Iván     |
| Guinevere királyné | Keira Knightley     | Juhász Réka      |
| Lancelot           | Ioan Gruffudd       | Fekete Ernő      |
| Tristan            | Mads Mikkelsen      | Fazekas István   |
| Gawain             | Joel Edgerton       | Papp Dániel      |
| Galahad            | Hugh Dancy          | Kaszás Gergő     |
| Bors               | Ray Winstone        | Besenczi Árpád   |
| Dagonet            | Ray Stevenson       | Balázsi Gyula    |
| Merlin             | Stephen Dillane     | Áron László      |
| Cerdic             | Stellan Skarsgård   | Reviczky Gábor   |
| Cynric             | Til Schweiger       | Király Attila    |
| Jols               | Sean Gilder         | Bolla Róbert     |
| Horton             | Pat Kinevane        | Breyer Zoltán    |
| Germanius püspök   | Ivano Marescotti    | Papp János       |
| Marius Honorius    | Ken Stott           | Pálfai Péter     |
| Alecto             | Lorenzo De Angelis  | Hamvas Dániel    |
| Ganis              | Charlie Creed-Miles | Mikula Sándor    |
| Vanora             | Dawn Bradfield      | Bognár Gyöngyvér |
| Lancelot apja      | Clive Russell       | Varga Tamás      |
| első szerzetes     | Ned Dennehy         | Rudas István     |
| második szerzetes  | Phelim Drew         | Beratin Gábor    |
| Pelagius           | Owen Teale          | Bicskey Lukács   |